# Kumar Pallana
Kumar Valavhadas Pallana (Indore, 23 dicembre 1918 – Oakland, 10 ottobre 2013) è stato un attore e caratterista indiano.

## Biografia
Pallana è stato proprietario di un coffee shop, il Cosmic Cup (ora Cosmic Cafe), a Dallas (Texas), dove ha conosciuto Wes Anderson e Owen Wilson. Lo stesso Anderson ha scelto Pallana per i film Un colpo da dilettanti, Rushmore, I Tenenbaum e Il treno per il Darjeeling.

## Filmografia parziale
- Un colpo da dilettanti, regia di Wes Anderson (1996)
- Rushmore, regia di Wes Anderson (1998)
- I Tenenbaum, regia di Wes Anderson (2001)
- Bomb the System, (2002)
- Duplex - Un appartamento per tre, regia di Danny DeVito (2003)
- The Terminal, regia di Steven Spielberg (2004)
- Romance & Cigarettes, regia di John Turturro (2005)
- 10 cose di noi, regia di Brad Silberling (2006)
- Il treno per il Darjeeling, regia di Wes Anderson (2007)
- Anjaana Anjaani, regia di Siddharth Anand (2010)
- Another Earth, regia di Mike Cahill (2011)